# Małgorzata Dłużewska
Małgorzata Dłużewska, née le 1er août 1958 à Koronowo (Pologne), est une ancienne rameuse polonaise. Elle est médaillée d'argent aux Jeux de 1980.

## Carrière
En 1980, elle remporte la médaille d'argent du deux sans barreur avec sa compatriote Czesława Kościańska lors des Jeux olympiques. Elle est aussi deux fois médaillées aux championnats du monde : le bronze en 1979 et l'argent en 1982.

## Palmarès

### Jeux olympiques
- Jeux olympiques d'été de 1980 à Moscou ( Union soviétique) :
  -  médaille d'argent en deux sans barreur

### Championnats du monde
- Championnats du monde d'aviron 1982 à Lucerne ( Suisse) :
  -  médaille d'argent en deux sans barreur
- Championnats du monde d'aviron 1979 à Bled ( Slovénie) :
  -  médaille de bronze en deux sans barreur